# Bacchisa mindanaonis
Bacchisa mindanaonis är en skalbaggsart som beskrevs av Stefan von Breuning 1959. Bacchisa mindanaonis ingår i släktet Bacchisa och familjen långhorningar.
Artens utbredningsområde är Filippinerna. Inga underarter finns listade.